# Val Pontirone

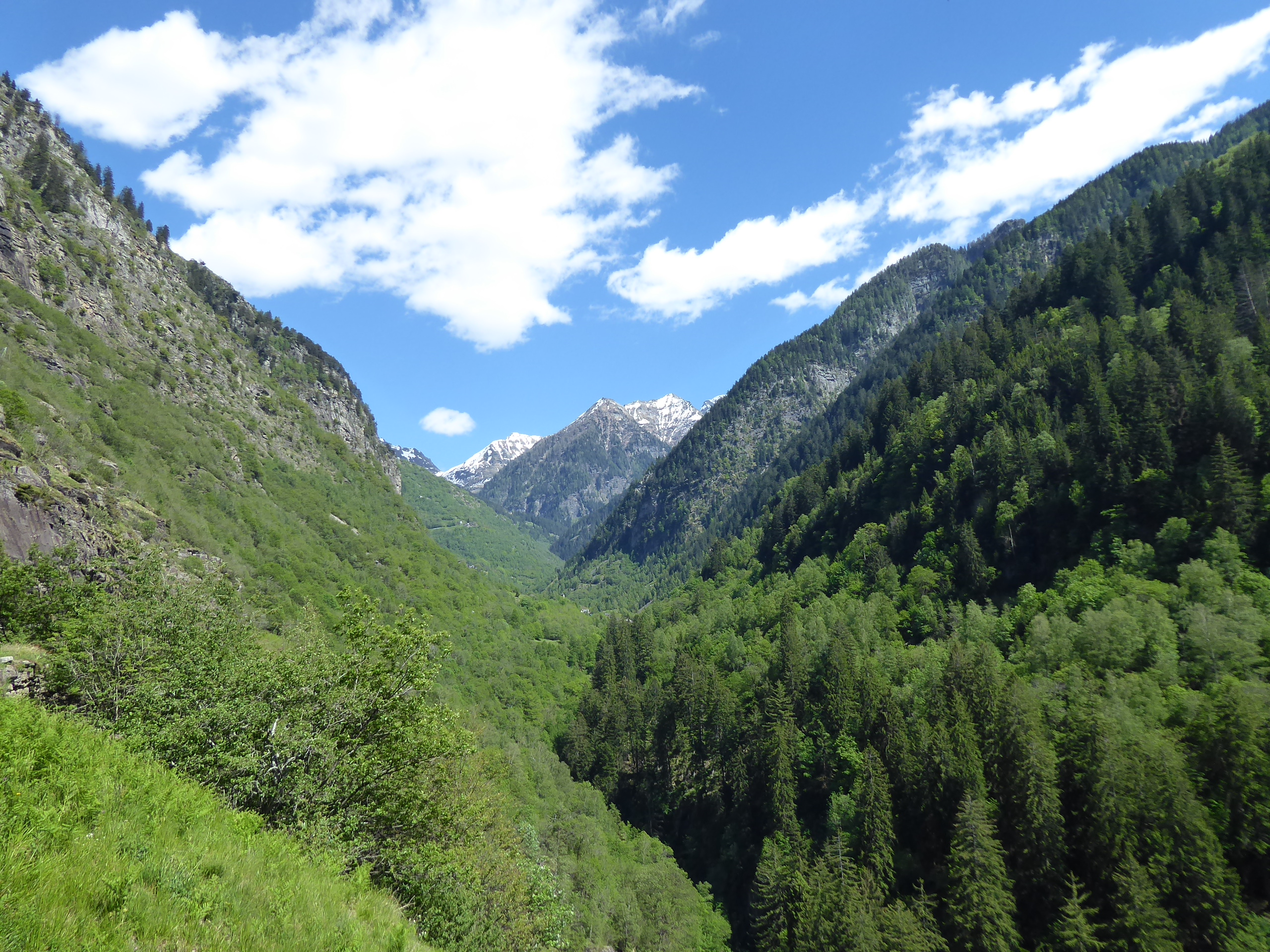
Val Pontirone

Das Val Pontirone (deutsch: Pontironetal) ist ein Seitental des Valle di Blenio, im schweizerischen Kanton Tessin in den Lepontinischen Alpen.

## Geographie

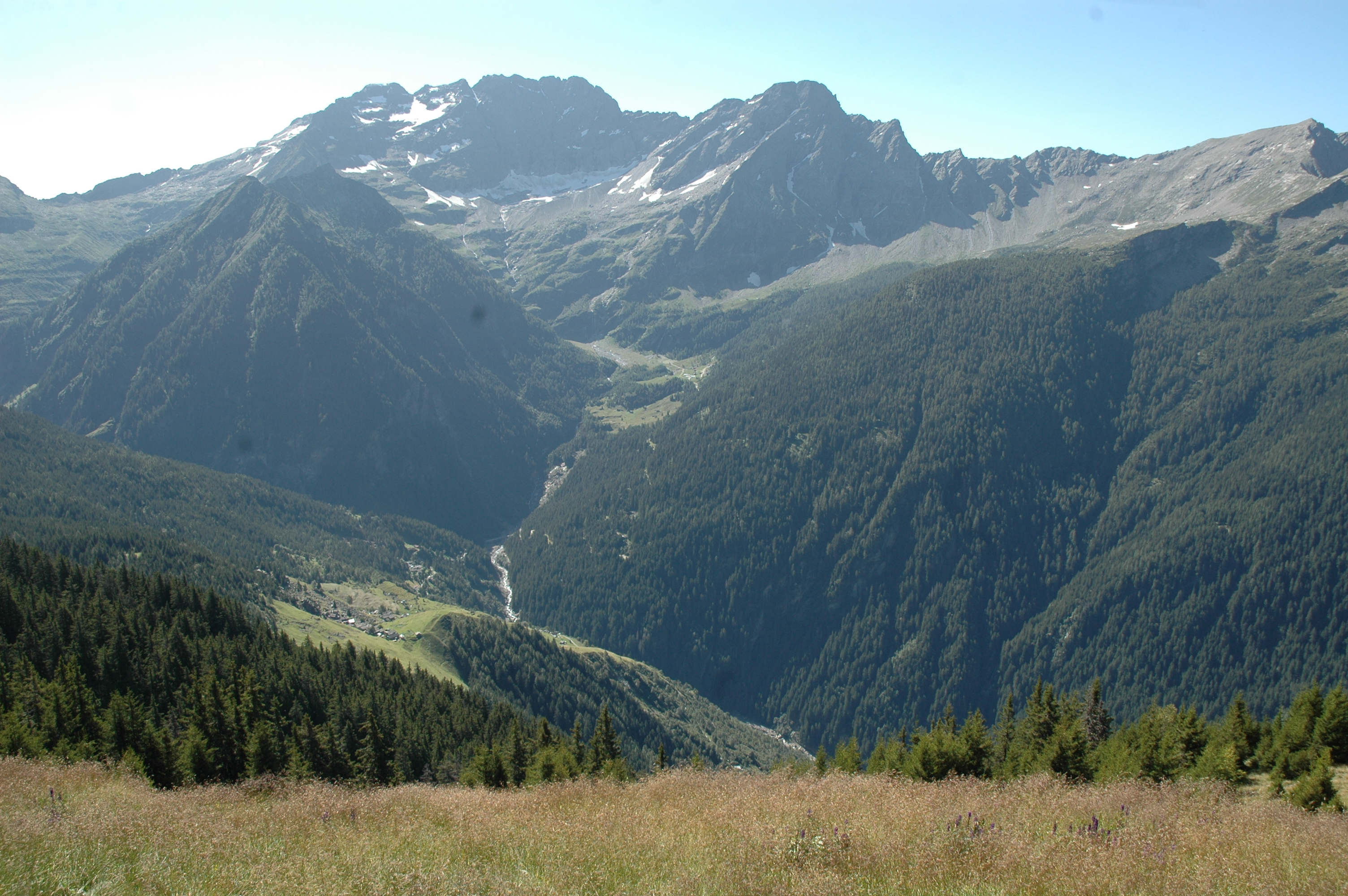
Das Tal bei Mazzorino mit den Bergen Torent Alto und Basso (Torrone della Motta)

Das Tal gehört zur östlichen Ausdehnung des Gemeindegebietes von Biasca. Es besteht aus den seit etwa 1950 nicht mehr ganzjährig bewohnten Kirchdörfern (Reihenfolge talabwärts) Mazzorino (Tessiner Dialekt: Mazorign), Fontana,  Pontirone, Pontironetto sowie zahlreichen kleineren Weilern, die grösstenteils dem Zerfall preisgegeben sind. Durch das enge Tal windet sich der Fluss Legiuna (Lesgiüna) und ab dem Weiler Biborgh (1295 m) die über 13 Kilometer lange kurvenreiche Strasse nach Malvaglia (369 m) im Bleniotal. Der Taleingang dieses Hängetals liegt bei Pontironetto rund 400 Meter über dem Talgrund des Bleniotales.

## Geschichte

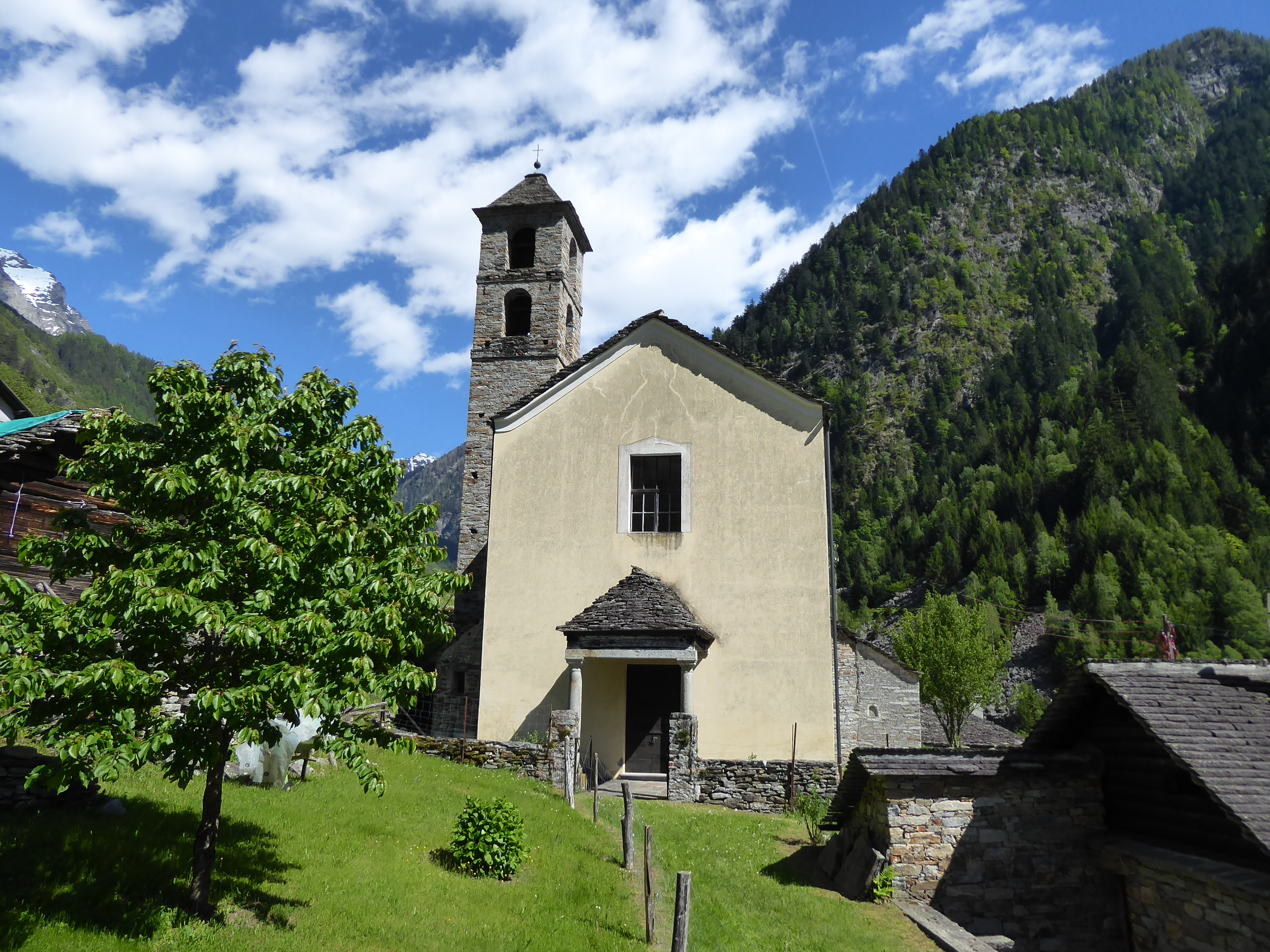
Kirche San Giovanni Battista, Pontirone

Das Tal soll seinen Namen von der Kunstfertigkeit seiner Bewohner im Brückenbau (Ponti = Brücken) erhalten haben. Zwischen dem Pizzo Magn (2329 m) und dem Pizzo Muncréch (2251 m) gibt es nur wenige flache Landstücke, die für die Landwirtschaft geeignet sind. Im 18. Jahrhundert lebten hier ganzjährig etwa 500 Bewohner, gleich viel wie in Biasca. Die Pontironetti waren vorwiegend als Holzfäller («Burratori», Burre = Stamm) beschäftigt und hatten sich darauf spezialisiert, den schwer zugänglichen Bergwald auszubeuten. Das «Holzreisten» (Holzstämme auf Schnee gleiten lassen und mit Pferden abtransportieren) war im Pontirone nicht möglich, da es an Weganlagen zum Abführen des Holzes mangelte.

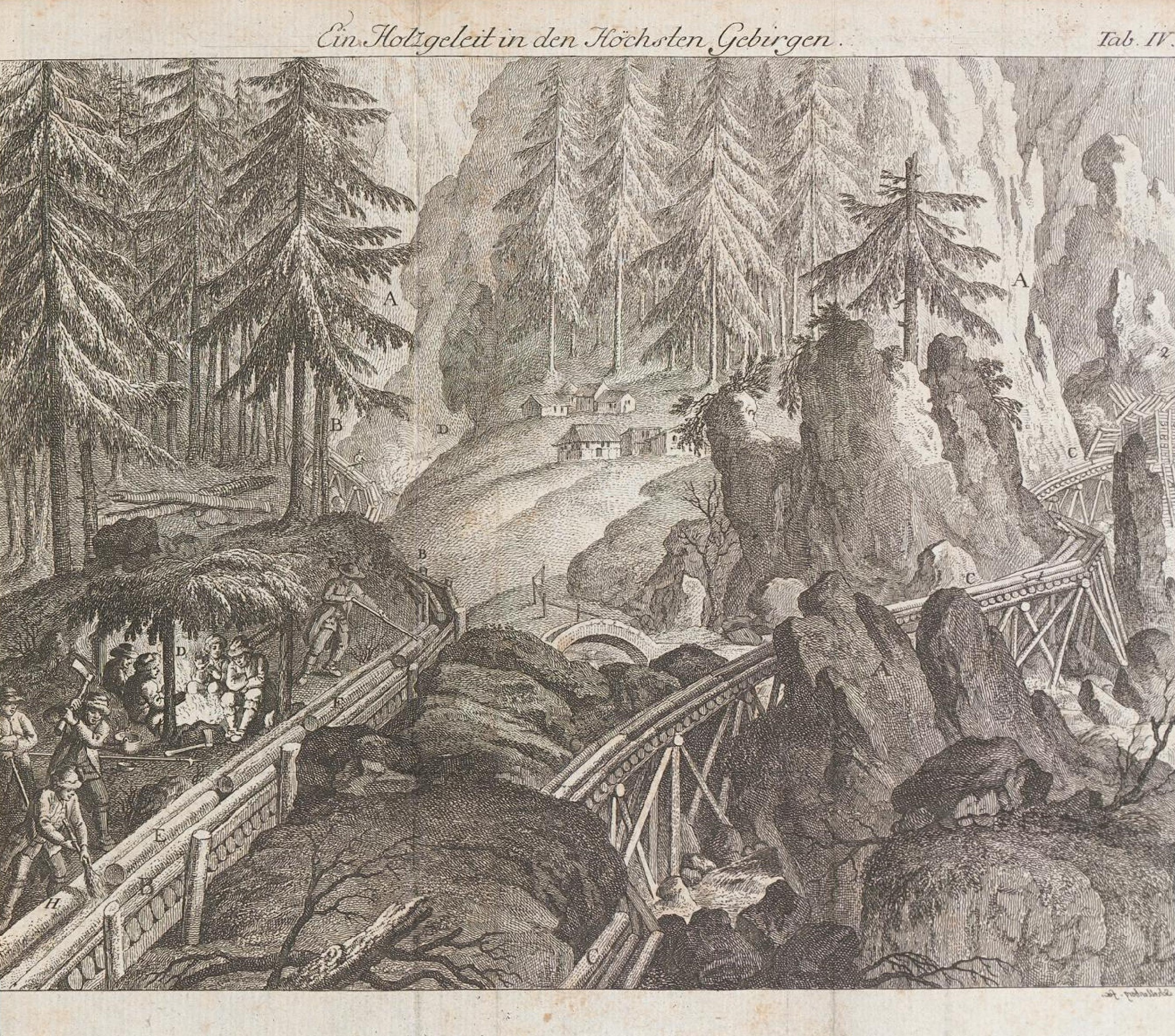
«Sovenede», Kupferstich aus Hans Rudolf Schinz: «Beyträgen zur näheren Kenntniss des Schweizerlandes» 1783

Der Transport der Holzstämme aus grosser Höhe ins Tal erfolgte in einer «Soveneda» (auch «Sovenda»), einer im Sommer erstellten Gleitbahn (Eiskanal), die oft mittels Brücken über Tobel und Bäche führte und im Winter mit Schnee und Eis ausgekleidet wurde. Im Winter liessen die «Burratori» die Holzstämme ins Tal gleiten, wo sie oft bis zur Sägerei geflösst wurden. In einer Nachtschicht donnerten bis zu sechstausend Burren auf den 90 Zentimeter breiten Holzleiten ins Tal. Alle 200 Meter gab es Posten, die untereinander in Rufverbindung waren und den reibungslosen Lauf der Stämme kontrollierten.
Mit dem Aufkommen der Luftseilbahnen («funi a sbalzo», «funi a freno») ab Mitte des 19. Jahrhunderts verschwanden die «Sovenede». Ein erhaltener Zeuge ist das Trassee der "Soenda" auf der Südseite des Tals, auf dem das Holz aus dem oberen Tal bis hinunter zum Ticino geführt wurde. Das Teilstück "Via di Fracc" von der Brücke unterhalb von Pontirone bis Piena (727 m) ist heute noch "begehbar" (Schwierigkeitsgrad T4+). Ein isoliertes Teilstück ist gegenüber dem Grotto "Al Morign" in Pontirone sichtbar.
Ein alter Saumweg führt über den 2118 m hohen Pass Giümela ins Dorf Rossa im Calancatal im Kanton Graubünden. Der Pass wurde im Mittelalter für den Warenaustausch und Personenverkehr zwischen den alten Eidgenossen in der Leventina und den Herren Trivulzi im Misox benützt.
Zuoberst im Tal liegt das weite Cava-Becken, das von den sieben Gipfeln der Cime dei Torrioni (Torrone Alto, Torrone d‘Orza (2956 m ü. M.)) überragt wird. Dort befindet sich auf 2066 m die Capanna Cava UTOE.
Vor dem Bau der Strassen wurde das Tal mit einer Materialseilbahn von der Station der damaligen Eisenbahnlinie Biasca-Acquarossa an der Lesgiüna über Pontirone nach Biborgh erschlossen. Die Mittelstation befindet sich noch oberhalb der ersten Häuser von Pontirone und die Bergstation in Biborgh. Eine ältere Transportseilbahn führte von Pontirone zum Ghiacciaio di Basso (Cava-Becken), wo vor dem Ersten Weltkrieg Eis abgebaut und bis nach Norditalien exportiert wurde.

Pontironetto in den Felsen, Luftbild 1953

Der Fahrweg  von  der  Lesgiünabrücke über Pontironetto nach Pontirone wurde Anfang der 1930er-Jahre gebaut und die Strasse von der Alpe di Sceng zur Alpe di Cava in den 1950er-Jahren. Die  heutige Talstrasse ab Malvaglia stammt aus den 1960er-Jahren.